# Готвач
Готвач е професия на работник, който приготвя храни в заведения за обществено хранене (ресторанти, военни подразделения, кораби) и др.
Готвачът участва в производството на готварска продукция сам или под ръководството на главен готвач, като задължително спазва технологията на готварското производство.
Отговаря за количеството и качеството на вложените продукти в готварската продукция в съответствие с установените рецептури. Носи отговорност за качеството на технологичния процес и хигиената при приготвянето на храната и нейните вкусови качества.
За да се стане готвач, е нужно да се завърши средно специално образование в техникум по обществено хранене или специализиран курс за готвачи. Вижте също и HRC кулинарна академия
- Рисунка на готвач през 19 век.
- Обучение на готвачи в Париж.